# جي. تايلر ميلر
جي. تايلر ميلر (بالإنجليزية: G. Tyler Miller)‏ هو أكاديمي أمريكي، ولد في 25 يوليو 1902، وتوفي في 24 يوليو 1988.